# ماركيل إتشيبيريا
ماركيل إتشيبيريا (بالإسبانية: Markel Etxebarria) (15 فبراير 1995 بإيراندايو في إسبانيا - ) هو لاعب كرة قدم إسباني في مركز الدفاع. لعب مع أتلتيك بيلباو ب ونادي باسكونيا.

## وصلات خارجية
- ماركيل إتشيبيريا على موقع قاعدة بيانات كرة القدم.إي يو (الإنجليزية)
- ماركيل إتشيبيريا على موقع Soccerway.com (الإنجليزية)
- ماركيل إتشيبيريا على موقع عالم كرة القدم.نت (الإنجليزية)
- ماركيل إتشيبيريا على موقع AS.com (الإسبانية)